# José de Melo Vasconcelos
José de Melo Vasconcelos (? — ?) foi um político brasileiro.
Foi vice-presidente da província de Mato Grosso, exercendo a presidência de 24 a 26 de maio de 1834.